# James M. Hinds

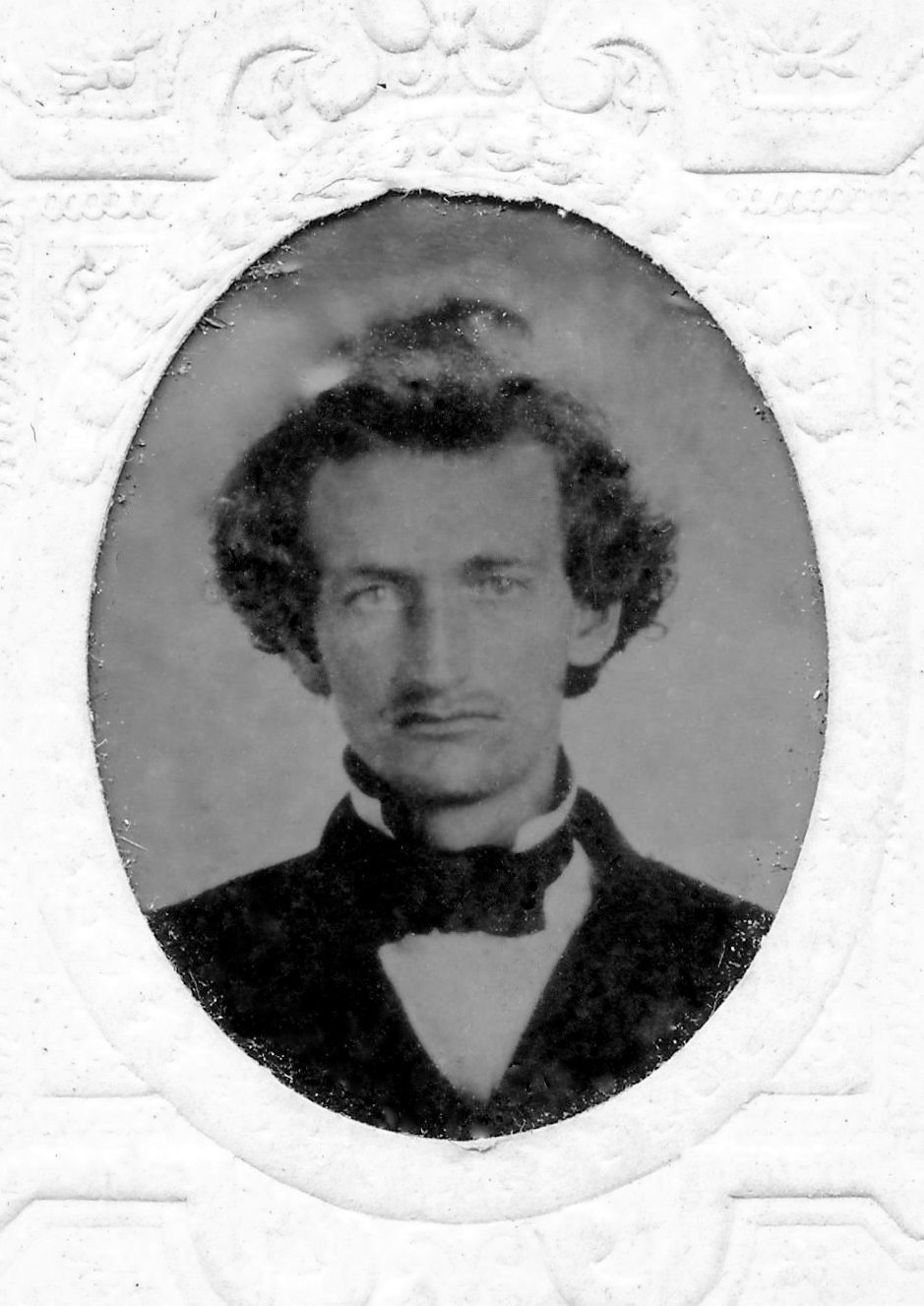
James M. Hinds

James M. Hinds (* 5. Dezember 1833 bei Salem, New York; † 22. Oktober 1868 bei Indian Bay, Arkansas) war ein US-amerikanischer Politiker. Zwischen Juni und Oktober 1868 vertrat er den zweiten Wahlbezirk des Bundesstaates Arkansas im US-Repräsentantenhaus.

## Werdegang
James Hinds besuchte die öffentlichen Schulen seiner Heimat und die State Normal School in Albany. Danach begann er in St. Louis (Missouri) ein Jurastudium, das er im Jahr 1856 am Cincinnati Law College beendete. Nach seiner Zulassung als Rechtsanwalt begann er in St. Peter (Minnesota) in seinem neuen Beruf zu arbeiten. In Minnesota war er drei Jahre lang Bezirksstaatsanwalt, ehe er das Amt des Bundesstaatsanwalts für den Distrikt Minnesota ausübte. Im Jahr 1862 nahm er an der Seite des vormaligen Gouverneurs Henry Hastings Sibley an einem Indianerfeldzug teil.
Obwohl Hinds damals Mitglied der Demokratischen Partei war, wurde er zu einem Anhänger des republikanischen Präsidenten Abraham Lincoln. Nach dem Ende des Bürgerkrieges zog Hinds nach Little Rock in Arkansas, wo er als Anwalt arbeitete. Inzwischen war er zur Republikanischen Partei übergetreten. Im Jahr 1867 war er Delegierter auf einer Versammlung zur Überarbeitung der Staatsverfassung von Arkansas. Er war außerdem mit der Kodifikation der neuen Staatsgesetze beauftragt.
Nach der Wiederaufnahme des Staates Arkansas in die Union wurde Hinds im zweiten Distrikt von Arkansas in das US-Repräsentantenhaus in Washington, D.C. gewählt. Dort nahm er am 22. Juni 1868 den seit 1861 verwaisten Sitz seines Wahlkreises ein, den zuletzt Albert Rust innegehabt hatte. Hinds konnte sein Mandat im Kongress aber nur vier Monate lang ausüben. Am 22. Oktober wurde er von einem demokratischen Parteifunktionär namens George A. Clark, der Mitglied des Ku-Klux-Klans war, ermordet. Damit war er eines der ersten prominenten Mordopfer des Klans in Arkansas. Sein Kongressmandat ging nach einer Nachwahl an James T. Elliott.